# Farkasalmalepke
A farkasalmalepke (Zerynthia polyxena) védett, a Vörös Könyvben szereplő lepkefaj.

## Leírása
A hímek szárnyhossza 2,6 cm, a nőstényeké valamivel nagyobb, egyébként teljesen egyformák. Teste fekete, potroha szelvényein narancssárga oldalpöttyök láthatók. Jellegzetes rajzolata és szárnyformája alapján könnyű felismerni, más hazai fajjal nem téveszthető össze. Alapszíne sárga, fekete rajzolattal, a hátulsó szárnyakon piros szegélypontokkal.

## Élőhelye
Meleg és száraz vidékek, főként felhagyott szőlők, gyümölcsösök 1000 m magasságig.

## Elterjedése
Legészakabbra Alsó-Ausztriában és Csehország néhány pontján találták. A mediterráneumban igen elterjedt, előfordul Oroszország és Törökország európai területein.

## Gyakorisága
A Kárpát-medence belsejében gyakori, de a hegyvidéken szórványos és ritka.

## Repülési ideje
Egyetlen nemzedéke a húsvéti időszakban, április-májusban repül.

## Hernyója
|  |  |

Májustól júniusig, a klímától függően.

## Tápnövénye
A lepke a hernyó tápnövényeiről kapta nevét, mivel mindig annak közelében fordul elő. Hernyója kizárólag a farkasalmafélék
(Arisolochiaceae) leveleit fogyasztja.

## Egyéb
A nyugati országokban a farkasalmalepke az utóbbi időkben igen megritkult, ezért fokozott védelmet igényel. Nálunk még gyakori, de ahol a mezőgazdasági művelés intenzívebbé válik, száma megfogyatkozhat vagy el is tűnhet. Délnyugat-Európában a spanyol farkasalmalepke (Zerynthia rumina) váltja fel, amelynek rajzolatában sokkal több a piros elem.